# Попов Георгій Дмитрович
Гео́ргій Дми́трович Попо́в (18 червня 1946, Донецьк) — український політик, кандидат історичних наук, народний депутат України з травня 1998 по травень 2002, перший заступник Голови, член Комітету Верховної Ради України з питань прав людини, національних меншин і міжнаціональних відносин, Голова Державного комітету України у справах національностей та релігій з 2 грудня 2006 по 29 грудня 2007, член Комуністичної партії України. Член Національної спілки журналістів України.

## Біографія
Освіта вища: Донецький державний університет (1968), історик. 1968—1969 — асистент, Донецький державний медичний інститут, 1969—1970 — служба в Радянський армії, 1970—1974 — викладач, Донецький державний медичний інститут, 1974—1978 — аспірант Київського державного університету ім. Т. Г. Шевченка, 1978—1984 — викладач, ст. викладач, доцент, з 1984 завідувач кафедри Донецького державного медичного університету. З 1993-го — член ЦК КПУ, 1995—2006 — секретар Донецького обкому Комуністичної партії України, 2005—2006 — головний редактор газети «Коммунист Донбасса».

## Нагороди та відзнаки
- Орден Української Православної Церкви — Преподобного Нестора Літописця ІІ ст.

## Автор праць
Автор (співавтор) понад 90 наукових праць,
- «Розвиток етнонаціональних відносин в Україні: Стан. Тенденції. Перспективи» (2007)
- «Українці зарубіжжя та Україна: Довідник» (2007)